# Forêts tempérées de la côte de Nelson
Localisation
Les forêts tempérées de la côte de Nelson forment une écorégion définie par le fonds mondial pour la Nature (WWF). Elle couvre la majorité du territoire des régions néo-zélandaises de West Coast et de Tasman. Elle appartient à l'écozone australasienne et au biome des forêts tempérées décidues et mixtes.

## Protection
L'écoregion est une des mieux protégées, avec 79% de son territoire recouvert par deux parcs nationaux : le parc national de Kahurangi et le parc national Abel Tasman.